# Alois Kimmelmann
Alois Kimmelmann (* 21. Juni 1886 in Oberbalbach, heute Lauda-Königshofen; † 13. April 1946 in Bad Mergentheim) war ein deutscher Lehrer und Politiker der SPD.

## Leben
Nach dem Besuch der Volksschule in Oberbalbach und der Präparandenschule in Tauberbischofsheim ließ sich Kimmelmann von 1902 bis 1905 am katholischen Lehrerseminar in Ettlingen ausbilden. Den Beruf des Lehrers übte er zunächst in Karlsruhe und später in Pforzheim aus. Am Ersten Weltkrieg nahm er als Reserveoffizier teil. Von 1926 bis 1929 war er Dozent für Allgemeine Unterrichtslehre an der Lehrerbildungsanstalt Karlsruhe. Danach amtierte er als Karlsruher Stadtoberschulrat, ehe er 1933 abgesetzt wurde. Nach dem Zweiten Weltkrieg wurde er zum Ministerialrat und Leiter der Abteilung für Volksschulen im Landeskommissariat für Kultus und Unterricht in der badischen Landesverwaltung ernannt. Im Laufe seines Lebens schrieb er auch verschiedene Texte, unter anderem auch zum Schulwesen.
1919 schloss sich Kimmelmann der SPD an, sechs Jahre später gründete er das Reichsbanner Schwarz-Rot-Gold in Pforzheim. Ab 1921 saß er im Vorstand des Badischen Lehrervereins, nach dem Krieg beteiligte er sich an der Neugründung des BLV, der später in der Gewerkschaft Erziehung und Wissenschaft aufging. 1946 wurde er für die SPD in die Vorläufige Volksvertretung für Württemberg-Baden berufen, der er bis zu seinem Tod angehörte.